# Coca-Cola Citra
Coca-Cola Citra è una bevanda prodotta dalla Coca-Cola Company. È distribuita in Messico (2005), in Nuova Zelanda (2005, in modo discontinuo dal 2006) ed in Giappone (29 maggio 2006) in formati da 1,5 l, 500 ml e 300 ml.

## Aspetto
La grafica delle bottiglie di questa bevanda è rappresentata prevalentemente da strisce e pallini di colore arancio, giallo e verde e accanto a esse sono rappresentati un limone e un lime. La bottiglia non è trasparente.